# Campeonato Sul-Americano de Atletismo Júnior de 1984
O Campeonato Sul-Americano de Atletismo Júnior de 1984 foi a 16ª edição da competição de atletismo organizada pela CONSUDATLE para atletas com menos de vinte anos, classificados como júnior ou sub-20. O evento foi realizado em Caracas, na Venezuela, entre 4 e 7 de outubro de 1984. Contou com cerca de 176 atletas de oito nacionalidades distribuídos em 37 eventos.

## Medalhistas
Esses foram os resultados do campeonato.

### Masculino
| Evento                      | Ouro                                                                                           | Ouro     | Prata                                                                                     | Prata    | Bronze                                                                   | Bronze   |
| --------------------------- | ---------------------------------------------------------------------------------------------- | -------- | ----------------------------------------------------------------------------------------- | -------- | ------------------------------------------------------------------------ | -------- |
| 100 metros                  | Marcus Pessoa (BRA)                                                                            | 10.66    | Reginaldo Sanches (BRA)                                                                   | 10.73    | Inocencio García (VEN)                                                   | 10.75    |
| 200 metros                  | Fernando Ramsey (PAN)                                                                          | 21.67    | Sérgio Clério Jorge Moreira (BRA)                                                         | 22.06    | Boris Miholovic (CHI)                                                    | 22.19    |
| 400 metros                  | Carlos Morales (CHI)                                                                           | 48.0     | Sérgio Clério Jorge Moreira (BRA)                                                         | 48.4     | Joaquim Gasca (VEN)                                                      | 48.6     |
| 800 metros                  | Luis Migueles (ARG)                                                                            | 1:48.9   | Alexandre Vaz (BRA)                                                                       | 1:52.9   | Héctor Saavedra (COL)                                                    | 1:53.5   |
| 1 500 metros                | Luis Migueles (ARG)                                                                            | 3:53.01  | João Lima (BRA)                                                                           | 3:55.10  | Alexandre Vaz (BRA)                                                      | 3:55.51  |
| 5 000 metros                | Antonio Silio (ARG)                                                                            | 14:57.62 | Clodoaldo do Carmo (BRA)                                                                  | 14:59.44 | Fernando Guio (COL)                                                      | 15:18.42 |
| 10 km marcha atlética       | Omar Guerrero (VEN)                                                                            | 46:32.84 | Jorge Torrealba (VEN)                                                                     | 46:36.52 | Mauricio González (COL)                                                  | 46:37.36 |
| 2 000 metros com obstáculos | Eduardo Remião (BRA)                                                                           | 5:55.78  | Sergio Yerenes (CHI)                                                                      | 5:59.46  | Carlos Naput (ARG)                                                       | 6:04.34  |
| 110 metros barreiras        | Lyndon Campos (BRA)                                                                            | 14.39    | Juan Miguel Saldarriaga (COL)                                                             | 15.29    | Jefferson Klingel (BRA)                                                  | 15.62    |
| 400 metros barreiras        | Jefferson Klingel (BRA)                                                                        | 53.15    | Wolfgang Crespo (VEN)                                                                     | 53.37    | Jacinto Mariano (BRA)                                                    | 53.39    |
| 4×100 metros estafetas      | Venezuela · Pedro Matute · Inocencio García · Ivan Romero · Anibal Pacheco                     | 41.19    | Brasil · Marcus Pessoa · Reginaldo Sanches · Sérgio Clério Jorge Moreira · Sérgio Menezes | 41.67    | Peru · José Nishimura · Alejandro Marucic · César Cahua · Miguel Huamán  | 41.67    |
| 4×400 metros estafetas      | Brasil · Reginaldo Sanches · Jacinto Mariano · Jefferson Klingel · Sérgio Clério Jorge Moreira | 3:14.67  | Venezuela · Luis Arévalo · Charles Bodington · Guevara · Joaquim Gasca                    | 3:16.59  | Peru · Alberto Izu · Daniel Delgado · Sergio Bollinger · Ramiro Quintana | 3:19.61  |
| Salto em altura             | Luciano Bacelli (BRA)                                                                          | 2.12 m   | Fernando Pastoriza (ARG)                                                                  | 2.09 m   | Hugo Peyrel (ARG)                                                        | 1.95 m   |
| Salto com vara              | Fernando Pastoriza (ARG)                                                                       | 4.30 m   | Juan Miguel Saldarriaga (COL)                                                             | 4.30 m   | Pedro da Silva Filho (BRA)                                               | 4.30 m   |
| Salto em comprimento        | Sergio Roh (ARG)                                                                               | 7.41 m   | Marcus Pessoa (BRA)                                                                       | 7.33 m   | Luis Dorrego (URU)                                                       | 7.02 m   |
| Salto triplo                | Osvaldo Zabala (VEN)                                                                           | 15.55 m  | Jorge da Silva (BRA)                                                                      | 15.29 m  | Rogerio Emigdio (BRA)                                                    | 15.12 m  |
| Arremesso de peso           | José de Souza (BRA)                                                                            | 19.64 m  | Horacio Alaluf (ARG)                                                                      | 17.61 m  | Claudio Rodríguez (ARG)                                                  | 16.78 m  |
| Lançamento de disco         | José de Souza (BRA)                                                                            | 49.24 m  | Claudio Rodríguez (ARG)                                                                   | 45.10 m  | Douglas Robles (VEN)                                                     | 39.10 m  |
| Lançamento do martelo       | David Castrillón (COL)                                                                         | 65.08 m  | Mario Leme (BRA)                                                                          | 60.08 m  | Gustavo Heger (ARG)                                                      | 59.28 m  |
| Lançamento do dardo         | Álvaro Castillo (CHI)                                                                          | 66.36 m  | João Orlando van Dal (BRA)                                                                | 60.14 m  | Gregorio Barrios (VEN)                                                   | 59.78 m  |
| Decatlo                     | Pedro da Silva Filho (BRA)                                                                     | 7338 pts | Álvaro Mena (COL)                                                                         | 7004 pts | José Nunes (BRA)                                                         | 6884 pts |

### Feminino
| Evento                 | Ouro                                                                      | Ouro     | Prata                                                                                | Prata    | Bronze                                                                               | Bronze   |
| ---------------------- | ------------------------------------------------------------------------- | -------- | ------------------------------------------------------------------------------------ | -------- | ------------------------------------------------------------------------------------ | -------- |
| 100 metros             | Patricia Pérez (CHI)                                                      | 11.85    | Aline Figueirêdo (BRA)                                                               | 11.94    | Nara das Neves (BRA)                                                                 | 12.10    |
| 200 metros             | Aline Figueirêdo (BRA)                                                    | 24.33    | Patricia Pérez (CHI)                                                                 | 24.75    | Nara das Neves (BRA)                                                                 | 24.75    |
| 400 metros             | Irina Ambulo (PAN)                                                        | 54.83    | Carmen Mosegui (URU)                                                                 | 55.81    | Soledad Acerenza (URU)                                                               | 56.07    |
| 800 metros             | Ana Nascimento (BRA)                                                      | 2:01.41  | Sandra Herrera (CHI)                                                                 | 2:12.01  | Marcela Lobos (CHI)                                                                  | 2:12.17  |
| 1 500 metros           | Liliana Góngora (ARG)                                                     | 4:26.19  | Jorilda Sabino (BRA)                                                                 | 4:32.33  | Ruth Jaime (PER)                                                                     | 4:32.37  |
| 3 000 metros           | Jorilda Sabino (BRA)                                                      | 9:34.57  | Ruth Jaime (PER)                                                                     | 9:34.92  | Esperanza Sierra (COL)                                                               | 10:16.80 |
| 100 metros barreiras   | Márcia Torres (BRA)                                                       | 14.46    | Carmen Bezanilla (CHI)                                                               | 14.47    | Alejandra Martínez (CHI)                                                             | 14.50    |
| 200 metros barreiras   | Carmen Bezanilla (CHI)                                                    | 28.43    | Márcia García (BRA)                                                                  | 28.92    | Márcia Torres (BRA)                                                                  | 29.25    |
| 4×100 metros estafetas | Brasil · Márcia García · Nara das Neves · Maria Simões · Aline Figueirêdo | 46.86    | Chile · Maria Oliva · Alejandra Martínez · Patricia Pérez · Carmen Bezanilla         | 47.24    | Uruguai · Carmen Mosegui · Soledad Acerenza · Claudia Acerenza · Margarita Martirena | 47.55    |
| 4×400 metros estafetas | Brasil · Aline Figueirêdo · Márcia García · Nara das Neves · Maria Simões | 3:44.70  | Uruguai · Carmen Mosegui · Margarita Martirena · Soledad Acerenza · Claudia Acerenza | 3:51.08  | Venezuela · Wilma Jordan · Milexa Figueroa · Doralis Chacin · Migdalia Blanco        | 3:58.17  |
| Salto em altura        | Orlane dos Santos (BRA)                                                   | 1.82 m   | Julia de Souza (BRA)                                                                 | 1.76 m   | Andrea Sassi (URU)                                                                   | 1.67 m   |
| Salto em comprimento   | Maria Oliva (CHI)                                                         | 6.12 m   | Orlane dos Santos (BRA)                                                              | 5.87 m   | Silvia Murialdo (ARG)                                                                | 5.80 m   |
| Arremesso de peso      | María Isabel Urrutia (COL)                                                | 13.66 m  | Eliane de Campos (BRA)                                                               | 12.88 m  | Amelia Moreira (BRA)                                                                 | 11.68 m  |
| Lançamento de disco    | Ruth Centeno (VEN)                                                        | 43.92 m  | Jenny Quintero (VEN)                                                                 | 43.34 m  | María Isabel Urrutia (COL)                                                           | 41.60 m  |
| Lançamento do dardo    | Mônica Rocha (BRA)                                                        | 49.50 m  | Paulina Jaramillo (CHI)                                                              | 45.62 m  | Deisy Córdova (VEN)                                                                  | 38.96 m  |
| Heptatlo               | Orlane dos Santos (BRA)                                                   | 5440 pts | Nadia Katich (COL)                                                                   | 5336 pts | Claudia Brien (CHI)                                                                  | 4871 pts |

## Quadro de medalhas
| Ordem | País      | Medalha de ouro | Medalha de prata | Medalha de bronze | Total |
| ----- | --------- | --------------- | ---------------- | ----------------- | ----- |
| 1     | Brasil    | 18              | 17               | 10                | 45    |
| 2     | Argentina | 6               | 3                | 5                 | 14    |
| 3     | Chile     | 5               | 6                | 4                 | 15    |
| 4     | Venezuela | 4               | 4                | 6                 | 14    |
| 5     | Colômbia  | 2               | 4                | 5                 | 11    |
| 6     | Panamá    | 2               | 0                | 0                 | 2     |
| 7     | Uruguai   | 0               | 2                | 4                 | 6     |
| 8     | Peru      | 0               | 1                | 3                 | 4     |

## Participantes
Uma contagem não oficial produziu o número de 176 atletas de oito nacionalidades: 
| - Argentina (16) - Brasil (34) - Chile (18) - Colômbia (21) | - Panamá (2) - Peru (22) - Uruguai (9) - Venezuela (54) |